# 1911 no desporto

## Eventos

### Automobilismo
- 30 de maio - Ray Harroun é o vencedor da primeira edição das 500 Milhas de Indianápolis. O piloto americano é o primeiro estreante a vencer a tradicional prova.[1]

### Futebol
- 2 de abril - Fundação do Guarani Futebol Clube, de Campinas.
- 26 de agosto - Fundação do clube de futebol Dínamo de Zagreb da Croácia.
- 7 de setembro - Fundação do clube de futebol Grêmio Esportivo Brasil de Pelotas Rio Grande do Sul.
- 10 de outubro - Fundação do clube de futebol Comercial Futebol Clube de Ribeirão Preto/SP.
- 15 de novembro - Fundação do clube de futebol Clube 15 de Novembro de Campo Bom/RS.
- 8 de dezembro - Fundação do clube de futebol Sport Comércio e Salgueiros de Portugal.

### Xadrez
- 20 de fevereiro a 17 de março - Torneio de xadrez de San Sebastian de 1911, vencido por José Raul Capablanca.[2]
- 20 de agosto a 24 de setembro - Torneio de xadrez de Carlsbad de 1911, vencido por Richard Teichmann.[3]

## Nascimentos
| Data           | Nome               | Profissão                  | Nacionalidade           | Observações | Ref    |
| -------------- | ------------------ | -------------------------- | ----------------------- | ----------- | ------ |
| 30 de janeiro  | René Duverger      | halterofilista             | França                  | m. 1983     | [ 4 ]  |
| 4 de março     | Giulio Cappelli    | futebolista                | Itália                  | m. 1995     | [ 5 ]  |
| 27 de abril    | António Sastre     | futebolista                | Argentina               | m. 1987     | [ 6 ]  |
| 24 de junho    | Juan Manuel Fangio | automobilista              | Argentina               | m. 1995     | [ 7 ]  |
| 28 de julho    | Anthony Terlazzo   | halterofilista             | Itália / Estados Unidos | m. 1966     | [ 8 ]  |
| 6 de agosto    | Annibale Frossi    | futebolista                | Itália                  | m. 1999     | [ 9 ]  |
| 17 de agosto   | Mikhail Botvinnik  | jogador de xadrez          | União Soviética         | m. 1995     | [ 10 ] |
| 25 de agosto   | Vivi-Anne Hultén   | patinadora artística       | Suécia                  | m. 2003     | [ 11 ] |
| 23 de agosto   | Betty Robinson     | atleta                     | Estados Unidos          | m. 1999     | [ 12 ] |
| 26 de setembro | Bruno Venturini    | futebolista                | Itália                  | m. 1995     | [ 13 ] |
| 2 de outubro   | Tilly Fleischer    | atleta, lançadora de dardo | Alemanha                | m. 2005     | [ 14 ] |
| 11 de outubro  | Juan Carlos Zabala | atleta, maratonista        | Argentina               | m. 1983     | [ 15 ] |
| 12 de outubro  | Maribel Vinson     | patinadora artística       | Estados Unidos          | m. 1961     | [ 16 ] |

## Mortes
| Data           | Nome                   | Profissão                               | Nacionalidade     | Observações | Ref    |
| -------------- | ---------------------- | --------------------------------------- | ----------------- | ----------- | ------ |
| 30 de janeiro  | José Monteiro da Costa | futebolista e treinador                 | Reino de Portugal | n. 1881     | [ 17 ] |
| 3 de julho     | Carl Folcker           | ginasta                                 | Suécia            | n. 1889     | [ 18 ] |
| 16 de setembro | Edward Whymper         | alpinista                               | Reino Unido       | n. 1840     | [ 19 ] |
| 28 de setembro | Bernard Redwood        | atleta de motonáutica                   | Reino Unido       | n. 1874     | [ 20 ] |
| 20 de dezembro | William McGregor       | dirigente e fundador da Football League | Reino Unido       | n. 1846     | [ 21 ] |